# Chetia
Chetia là một chi haplochromine cichlids là đặc hữu của riverine habitats ở Châu Phi.
Chi này hiện có 6 loài:
- Chetia brevicauda Bills & Weyl, 2002
- Chetia brevis – Orange-fringed Largemouth
- Chetia flaviventris Trewavas, 1961 – Canary Kurper
- Chetia gracilis (Greenwood, 1984) – Slender Happy
- Chetia mola Balon & Stewart, 1983
- Chetia welwitschi (Boulenger, 1898) – Angolan Happy